# Leslie Ardon
Leslie Ardon est une joueuse française de basket-ball née le 30 juin 1979 à Marseille (Bouches-du-Rhône).

## Biographie
Formée à Bourges et après un bref passage par la Suisse, elle rejoint l'université américaine de Seton Hall (Big East Conference) pour une durée de 4 ans. Après l'obtention de son diplôme, elle signe son premier contrat pro avec Bourges. À la suite d'une blessure (rupture des ligaments croisés), Leslie décide de tenter l'aventure espagnole. Elle y passera quatre saisons avant de revenir en France à Nantes-Rezé (2 saisons), à Lyon (3 saisons) et à Toulouse (1 saison) avant d'annoncer la fin de sa carrière professionnelle . Elle signe une dernière année à Colomiers en Nationale 1, avant de mettre un terme définitif à sa carrière. Elle rentre ensuite en Martinique pour créer SPORTS INDIES, une agence événementielle sportive,.
Elle met en place de nombreux projets à impact social, notamment les Summer Games, manifestation qui regroupe chaque année un plateau de champions internationaux pour promouvoir la pratique sportive et développer des liens de proximité avec les publics ultramarins.

## Palmarès
- Championne de France Espoirs (Bourges 96-98)
- Championne de France (Bourges 98)
- Championne d'Euroligue (Bourges 98)
- Vice-Championne de France (Bourges 04)
- Vainqueur du Challenge Round LFB en 2010